# Wilhelm von Proeck
Wilhelm von Proeck (* 1. August 1585 in Altpreußen; † 1654 in Zerbst) war Gutsbesitzer in Altpreußen und fürstlich anhaltischer Rat und Stallmeister zu Plötzkau.

## Leben
Er war der Sohn von Andreas von Proeck (1614 tot) und dessen erster Ehefrau Gertrud von Eckenfeld. Proeck war Gutsherr auf Lomminen, Ballendorf und Stunckheim in Ostpreußen.
Nach einer eher spärlichen Bildung durch Hauslehrer zog Proeck unter Kaiser Rudolf II. im Jahr 1604 in den 3. Österreichischen Türkenkrieg. Anschließend wurde er von Markgraf Christian I. von Brandenburg-Bayreuth zum Hofjunker berufen. 1607, drei Jahre später wechselte Proeck an den Hof des Fürsten August von Anhalt-Plötzkau.
Nach zwei Jahren Dienst am Hof unternahm Proeck von 1609 bis 1610 eine fast zweijährige Grand Tour durch Frankreich. Nach seiner Rückkehr avancierte er zum Kammerjunker. Kurze Zeit darauf erhielt er zusätzlich noch das Amt des Stallmeisters. Als solcher wurde er der Nachfolger von Hans Ernst aus dem Winckel.
Proeck heiratete im Jahr 1615 in erster Ehe Margaretha von Schladen. Nach ihrem Tod und anschließendem Trauerjahr heiratete er in zweiter Ehe Susanne Barbara von Rumrod. Mit ihr hatte er unter anderem die Söhne Friedrich Wilhelm von Proeck (1632–1688) und Leberecht von Proeck (1635–1684).
Im Jahr 1618 nahm ihn Fürst Ludwig I. von Anhalt-Köthen in die Fruchtbringende Gesellschaft auf. Er verlieh ihm den Gesellschaftsnamen der Räuchernde und das Motto in böser Luft. Als Emblem wurde ihm ein angezündter Wacholderstrauch mit seinen Beerlein zugedacht. Im Köthener Gesellschaftsbuch findet sich Proecks Eintrag unter der Nr. 16.
1623 wurde Proeck durch das zwischen den fürstlichen Brüdern 1620 für Gesamt-Anhalt vereinbarte anhaltische Landesdefensionswerk zum Rittmeister (Capitain) über die (gesamt-)anhaltische Lehensreiterei bestellt.
Nach dem Tod seines Fürsten Ludwig I. von Anhalt-Köthen 1653 zog sich Wilhelm von Proeck nach Zerbst zurück. Dort starb er 1654 im Alter von 69 Jahren als Stammvater eines nach ihm kommenden großen Geschlechts.